# Gala Premiilor Handbalului Românesc
Gala Premiilor Handbalului Românesc este o festivitate organizată anual, cu începere din 2019, de Sindicatul Național al Handbaliștilor din România (SNHR). În cadrul festivității sunt anunțați cei mai buni sportivi și echipele ideale ale anului competițional respectiv, desemnate în urma voturilor exprimate înaintea galei de un număr semnificativ de handbaliști și antrenori.

## Ediția din 2019
Ediția din 2019 a galei a fost anunțată pe 9 aprilie 2019, pe contul de Facebook al SNHR. La ceremonie, care a avut loc pe data de 23 mai 2019, începând de la ora 19:00, la sala de evenimente Fratelli Studios București, au participat circa 200 de personalități din lumea handbalului. Premiile sezonului 2018–2019 au fost votate de circa 1250 de  jucători și antrenori.
Premiile au fost acordate celor mai buni handbaliști și oficiali de pe posturile respective.

### Masculin
| Echipa ideală a anului competițional 2018–2019 | Echipa ideală a anului competițional 2018–2019 | Echipa ideală a anului competițional 2018–2019 |
| Post                                           | Handbalist                                     | Echipă                                         |
| ---------------------------------------------- | ---------------------------------------------- | ---------------------------------------------- |
| Portar                                         | Ionuț Iancu                                    | 0HCDS Constanța0                               |
| Extremă stânga                                 | Filip Marijanović                              | 0HCM Politehnica Timișoara0                    |
| Intermediar stânga                             | Vitali Komogorov                               | 0CS Dinamo București0                          |
| Centru                                         | Cristian Fenici                                | 0HCM Politehnica Timișoara0                    |
| Intermediar dreapta                            | Amine Bannour                                  | 0CS Dinamo București0                          |
| Extremă dreapta                                | Ionuț Georgescu                                | 0CSA Steaua București0                         |
| Pivot                                          | Zoran Nikolić                                  | 0HCDS Constanța0                               |
| Alte premii                                    |                                                |                                                |
| MVP                                            | Alexandru Csepreghi                            | 0CS Minaur Baia Mare0                          |
| Apărător                                       | Andrei Savenco                                 | 0CS Dinamo București0                          |
| Handbalist sub 21 de ani0                      | Ionuț Broască                                  | 0AHC Dunărea Călărași0                         |
| Handbalist străin                              | Amine Bannour                                  | 0CS Dinamo București0                          |
| Antrenor                                       | Constantin Ștefan                              | 0CS Dinamo București0                          |
| Conducător de club                             | Rudi Stănescu                                  | 0HCDS Constanța0                               |

### Feminin

#### Echipa ideală
| Echipa ideală a anului competițional 2018–2019 | Echipa ideală a anului competițional 2018–2019 | Echipa ideală a anului competițional 2018–2019 |
| Post                                           | Handbalistă                                    | Echipă                                         |
| ---------------------------------------------- | ---------------------------------------------- | ---------------------------------------------- |
| Portar                                         | Iulia Dumanska                                 | 0SCM Râmnicu Vâlcea0                           |
| Extremă stânga                                 | Cristina Florica                               | 0SCM Râmnicu Vâlcea0                           |
| Intermediar stânga                             | Irina Glibko                                   | 0SCM Râmnicu Vâlcea0                           |
| Centru                                         | Andrea Lekić                                   | 0CSM București0                                |
| Intermediar dreapta                            | Almudena Rodríguez                             | 0CS Gloria 2018 Bistrița0                      |
| Extremă dreapta                                | Jovanka Radičević                              | 0CSM București0                                |
| Pivot                                          | Lorena Ostase                                  | 0CSM Slatina0                                  |
| Alte premii                                    |                                                |                                                |
| MVP                                            | Iulia Dumanska                                 | 0SCM Râmnicu Vâlcea0                           |
| Apărătoare                                     | Samara da Silva                                | 0SCM Râmnicu Vâlcea0                           |
| Handbalistă sub 21 de ani0                     | Sorina Tîrcă                                   | 0Corona Brașov0                                |
| Handbalistă străină                            | Irina Glibko                                   | 0SCM Râmnicu Vâlcea0                           |
| Antrenor                                       | Florentin Pera                                 | 0SCM Râmnicu Vâlcea0                           |
| Conducător de club                             | Marius Pintea                                  | 0CS Gloria 2018 Bistrița0                      |

### Alte premii
Suplimentar, la ediția din 2019 au fost acordate și alte premii:
- Cei mai populari handbaliști din Ligile Naționale, desemnați pe baza voturilor exprimate de fani: Iulia Dumanska (SCM Râmnicu Vâlcea) și Dalibor Čutura (HCDS Constanța);
- Cei mai buni arbitri: Bogdan Stark și Romeo Ștefan;
- Cea mai bună speranță 2019: Iulia Borcan;[5]
- Premii pentru întreaga carieră: Mariana Tîrcă (golgheterul all-time al echipei naționale feminine), Narcisa Lecușanu (vicecampioană mondială și membru în Board-ul Executiv al IHF), Cristian Gațu (dublu campion mondial), Ștefan Birtalan (dublu campion mondial), Constantin Din și Sorin Dinu (cel mai bun cuplu de arbitri români din ultimii 15 ani), George Buricea (de 10 ori campion național);
- Cel mai bun ziarist sportiv de presă scrisă: Marius Huțu;[6]